# Auriolus geniculatus
Auriolus geniculatus là một loài bọ cánh cứng trong họ Cerambycidae.